# أنجيلا بروس
أنجيلا بروس (بالإنجليزية: Angela Bruce)‏ هي ممثلة بريطانية، ولدت في 1951 في ليدز في المملكة المتحدة.

## وصلات خارجية
- أنجيلا بروس على موقع IMDb (الإنجليزية)
- أنجيلا بروس على موقع ميوزك برينز (الإنجليزية)
- أنجيلا بروس على موقع قاعدة بيانات الفيلم (الإنجليزية)